# ناصر السنباطی
ناصر السنباطی (انگلیسی: Nasser El Sonbaty; ۱۵ اکتبر ۱۹۶۵ – ۲۰ مارس ۲۰۱۳) بدن‌ساز اهل مصر بود.
ناصر السنباطی از این نظر که نخستین مسلمانی بود که تا آستانهٔ رسیدن به مقام نخست مستر المپیا رفت، مورد توجه بود.

## اوایل زندگی
ناصر السنباطی، اولین بدنساز حرفه ای مسلمان جهان در اشتوتگارت متولد شد. پدر وی مصری بود در حالیکه مادرش اهل نووی بازار، یوگسلاوی (صربستان امروزی) بود. سنباطی فارغ‌التحصیل دانشگاه آوگسبورگ بود و دارای مدرک تاریخ، علوم سیاسی و جامعه‌شناسی بود و به همین دلیل او را از سایر بدنسازان متمایز می‌ساخت. او دو خواهر و دو برادر داشت.

## حرفه
سنباطی بدنسازی را در سال ۱۹۸۳ با شرکت در مسابقه ای در آلمان آغاز کرد که مقامی نیاورد. دومین رقابت او در سال ۱۹۸۵ در آلمان بود که در آن جایگاه ۶ را کسب کرد. اولین حضور وی در رقابت آقای المپیا در سال ۱۹۹۴ بود، جایی که وی در جایگاه هفتم قرار گرفت. در کل، سونباطی در ۱۳ مسابقه آماتور و ۵۳ مسابقه حرفه ای آی‌اف‌بی‌بی شرکت کرد. وی برای ۱۰ مسابقه پیاپی آقای المپیا واجد شرایط شد و در نه رقابت مستر المپیا وارد شد. بهترین حضور او در رقابت مستر المپیا در سال ۱۹۹۷ بود، جایی که خیلی‌ها او را لایق مقام نخست می‌دانستند اما او پس از دوریان یتس از انگلستان مقام دوم را کسب کرد.
سنباطی بخاطر ژست‌ها، عینکها و لباسهای مارک دارش و تسلط به چندین زبانش با نام مستعار «استاد» یا پروفسور خوانده می‌شد. او پس از سال ۲۰۰۰ سیر نزولی و پرشیبی داشت ولی مسابقات را تا سال ۲۰۰۵ ادامه داد.

## حواشی مستر المپیا ۱۹۹۶
در مستر المپیا سال ۱۹۹۶ ناصر موفق به کسب مقام سوم میشود.اما بعد از مسابقه اعلام میشود که به دلیل استفاده از مواد نیرو زا(دوپینگ)جایزه و مدال ناصر از او پس گرفته میشود.مسئولین مستر المپیا علت این کار را اینطور بازگو میکنند:((در امتیاز بندی سوم شد، اما به دلیل مثبت بودن آزمایش برای یک داروی دیورتیک ممنوعه محروم شد)) این در حالی است که تست دوپینگ فقط و فقط از نفر سوم مسترالمپیا گرفته شده و سایر شرکت کنندگان هیچ تستی ندادند.بعد از حذف ناصر،کوین لورونی که نفر چهارم شده بود،جایزه و مدال ناصر را تصاحب میکند.

## پایان زندگی
هنوز دوران ورزشی ناصر سنباطی به‌طور قطعی و کامل به اتمام نرسیده بود و درحالیکه هنوز سرگرم مسابقات بود از دردهای شکمی و علایم مشابه رنجیده شد و برای بررسی دلیل این دردها و این علایم به بیمارستان رجوع کرد که البته نه خود وی و نه پزشکان این علایم را چندان جدی نمی‌گرفتند تا اینکه عفونت از بخش پشتی شانهٔ سمت راست وی بیرون زد و علت این عفونت مشخص نبود در شرایطی که ناصر سونباطی با عفونت شانه و عفونتی موسوم به استاف درگیر بود دچار نارسایی قلبی شد و این بار خطر جدی تر بود و پزشکان پس از بررسی وضعیت وی و پس از به کار بستن روش‌های درمانی به این نتیجه رسیدند که قلب ناصر سونباطی دیگر کارایی لازم برای زنده نگه داشتن وی را ندارد، از این رو گویی خود به خوبی می‌دانست به ته خط رسیده‌است، ترجیح داد سال‌های آخر عمر خود را در مصر و در کنار خانواده و پدر و مادر و برادر و خواهرانش بگذراند! وی سرانجام در ۲۰ مارس سال ۲۰۱۳ در حالیکه خواب بود در قاهره مصر چشم از دنیا فروبست.
برخی علت عفونت شانه وی را مصرف سینتول (نوعی ترکیب روغن و الکل برای پروتز عضله) میدانند 
اما در بالا ترین سطح مسابقات پرورش اندام جهان جایی برای عضلات سینتولی وجود ندارد و مصرف کنندگان حتی مجوز ورود به این مسابقات را کسب نخواهند کرد.

## آمار
- قد: ۵'۱۱ "
- وزن رقابت: بین ۲۷۰ پوند (۱۲۰ کیلوگرم) و ۲۹۰ پوند (۱۳۰ کیلوگرم)
- وزن خارج از فصل: بین ۳۱۰ پوند (۱۴۰ کیلوگرم) و ۳۳۰ پوند (۱۵۰ کیلوگرم)

## تاریخ مسابقه طرفدار
- ۱۹۹۰ جایزه بزرگ فنلاند، هشتم
- ۱۹۹۰ جایزه بزرگ فرانسه، هفتم
- گرندپری هلند ۱۹۹۰، هشتم
- ۱۹۹۱ شب قهرمانان، مکان نکرد
- ۱۹۹۲ دعوت نامه شیکاگو طرفدار، نوزدهم
- ۱۹۹۲ شب قهرمانان، قرار نگرفت
- ۱۹۹۳ گراند پریکس فرانسه، سوم
- ۱۹۹۳ گرندپری آلمان، سوم
- ۱۹۹۴ گرندپری فرانسه، چهارم
- ۱۹۹۴ گرندپری آلمان، چهارم
- ۱۹۹۴ شب قهرمانان، دوم
- ۱۹۹۴ آقای المپیا، هفتم
- ۱۹۹۵ جایزه بزرگ انگلستان، چهارم
- ۱۹۹۵ جایزه بزرگ فرانسه، سوم
- ۱۹۹۵ گرندپری آلمان، سوم
- ۱۹۹۵ جایزه بزرگ‌ روسیه، سوم
- ۱۹۹۵ جایزه بزرگ اسپانیا، سوم
- ۱۹۹۵ جایزه بزرگ اوکراین، دوم
- ۱۹۹۵ فرخوان حرفه‌ای هیوستون، اول
- ۱۹۹۵ شب قهرمانان، اول
- ۱۹۹۵ آقای المپیا، سوم
- ۱۹۹۶ گرندپری جمهوری چک، اول
- ۱۹۹۶ گرندپری انگلستان، دوم
- ۱۹۹۶ گرندپری آلمان، دوم
- ۱۹۹۶ جایزه بزرگ روسیه، اول
- ۱۹۹۶ جایزه بزرگ‌ اسپانیا، سوم
- ۱۹۹۶ گرندپری سوئیس، اول
- ۱۹۹۶ آقای المپیا، سوم
- ۱۹۹۷ آرنولد کلاسیک، دوم
- ۱۹۹۷ گرندپری جمهوری چک، سوم
- ۱۹۹۷ گرندپری انگلستان، سوم
- ۱۹۹۷ گرندپری فنلاند، چهارم
- ۱۹۹۷ گرندپری آلمان، دوم
- ۱۹۹۷ گرندپری مجارستان، دوم
- ۱۹۹۷ گرندپری، سوم
- ۱۹۹۷ گرندپری اسپانیا، دوم
- ۱۹۹۷ آقای المپیا، دوم
- ۱۹۹۷ فراخوان حرفه‌ای سن خوزه، دوم
- ۱۹۹۸ آرنولد کلاسیک، دوم
- ۱۹۹۸ جایزه بزرگ فنلاند، سوم
- ۱۹۹۸ گرندپری آلمان، سوم
- ۱۹۹۸ آقای المپیا، سوم
- ۱۹۹۹ آرنولد کلاسیک، اول
- ۱۹۹۹ گرندپری انگلستان، ششم
- ۱۹۹۹ مستر المپیا، ششم
- ۱۹۹۹ مسابقات جهانی حرفه‌ای، ششم
- ۲۰۰۰ مستر المپیا، پنجم
- ۲۰۰۱ مستر المپیا، نهم
- ۲۰۰۲ آرنولد کلاسیک، دهم
- ۲۰۰۲ مستر المپیا، پانزدهم
- ۲۰۰۴ شب قهرمانان، پانزدهم
- ۲۰۰۴ نمایش مسابقات قدرتمند حرفه ای، چهاردهم
- ۲۰۰۵ اروپا سوپرسو، چهاردهم

## فیلم‌های آموزشی
- ناصر در راه - قسمت اول فیلم - ۱۹۹۹
- ناصر در راه - فیلم قسمت دوم - ۲۰۰۰
- ناصر در راه - فیلم قسمت سوم - ۲۰۰۱
- ناصر در راه - فیلم قسمت چهارم - ۲۰۰۲
- ناصر در راه - قسمت ویدیو پنجم - ۲۰۰۳
- ناصر در راه - فیلم قسمت ششم - ۲۰۰۴
- ناصر در راه - قسمت قسمت هفتم - ۲۰۰۵